# Harro Matthiesen
Harro Matthiesen (* 8. Dezember 1925 in Hamburg; † 31. Juli 2009) war ein deutscher Politiker (SPD). Von 1986 bis 1991 war er Mitglied der Hamburgischen Bürgerschaft.

## Leben und Wirken

### Ausbildung und Beruf
Matthiesen besuchte Volksschule und Oberrealschule in seiner Geburtsstadt Hamburg und schloss mit der Mittleren Reife ab. Während des Zweiten Weltkriegs diente er bei der Kriegsmarine. Danach arbeitete er als Versicherungsangestellter. Ab 1964 war er als Sachbearbeiter in der Behörde für Schule und Berufsbildung tätig. Er war verheiratet und hat zwei Kinder.

### Politische Arbeit
Matthiesen war ab 1951 Gewerkschaftsmitglied bei HBV und ÖTV. Im Jahr 1955 trat er der SPD bei. Von 1966 bis 1986 vertrat er seine Partei in der Bezirksversammlung Bezirk Wandsbek, zehn Jahre lang als Fraktionsvorsitzender. Vier Jahre war er Vorsitzender der Bezirksversammlung. Bei der Bürgerschaftswahl in Hamburg 1986 erhielt er ein Mandat und zog in die 12. Hamburgische Bürgerschaft ein. Auch bei der bald folgenden Bürgerschaftswahl 1987, die nach vergeblichen Koalitionsverhandlungen und Auflösung der Bürgerschaft nötig geworden war, wurde Matthiesen erneut gewählt. Nach Ende seiner Abgeordnetentätigkeit im Jahr 1991 engagierte sich Matthiesen weiterhin im SPD-Distrikt Farmsen. So leitete er von 1990 bis 2003 gemeinsam mit seiner Frau die Seniorengruppe Farmsen 60PLUS.